# 王廷輔 (嘉靖進士)
王廷輔（1527年—？），字良卿，江西饒州府浮梁縣人，民籍，明朝政治人物。

## 生平
嘉靖二十八年（1549年）己酉科江西鄉試第四十三名舉人，四十一年（1562年）中式壬戌科會試第二百三十四名，二甲第二十八名進士。官至平樂府知府。

## 家族
曾祖王汝徵；祖父王慶忠；父王文盛，母侯氏。永感下。弟王廷相。